# Joan Romeu y Canadell
Joan Romeu y Canadell (řeholním jménem: Domènec ze Sant Pere de Riudebitlles; 11. prosince 1882, Sant Pere de Riudebitlles – 27. července 1936, Manresa) byl římskokatolický duchovní, řeholník Řádu menších bratří kapucínů a mučedník. Katolická církev ho uctívá jako blahoslaveného.

## Život
Narodil se 11. prosince 1882 v Sant Pere de Riudebitlles do rolnické rodiny. Pokřtěn byl 17. prosince 1882 a 23. července biřmován.
Učil se ve vesnické škole. Roku 1897 vstoupil do semináře v Barceloně. Dne 25. května 1907 byl vysvěcen na kněze.
Dne 3. října 1908 vstoupil do noviciátu kapucínů a přijal řeholní jméno Domènec ze Sant Pere de Riudebitlles. Dne 4. října 1909 složil své časné sliby a přesně o tři roky později sliby věčné. Roku 1917 byl poslán na misie do Střední Ameriky. Působil ve městě Cartago v Kostarice a v Managui v Nikaragui. Po sedmnácti letech se vrátil do Španělska. Zpočátku pobýval v Arenys de Mar a následně v Manrese.
Čtyři dny před vypuknutím Španělské občanské války byl 22. července 1936 klášter v Manrese napaden milicionáři, kteří jej zapálili. Představený kláštera otec Josep Domènech Bonet shromáždil své bratry a nařídil jim úkryt se v bezpečí domovů. Otec představený, otec Josep Oriol a otec Jaume Baríau y Martí však milicionářům neunikli.
Otec Domènech byl zajat milicionáři při hledání úkrytu, mučen a nakonec 27. července zastřelen.

## Proces blahořečení
Proces blahořečení byl zahájen 18. dubna 1955 v diecézi Vic. Do procesu byl zařazen také otec Josep Domènech a otec Jaume Baríau.
Dne 23. ledna 2020 papež František uznal jejich mučednictví a 6. listopadu 2021 byli blahořečeni.